# Eupelops heegi
Eupelops heegi är en kvalsterart som först beskrevs av Balogh 1958.  Eupelops heegi ingår i släktet Eupelops och familjen Phenopelopidae. Inga underarter finns listade i Catalogue of Life.